# Червенко, Пётр Иванович
Петр Иванович Червенко (1910 —?) — советский партийный деятель, председатель исполнительного комитета Запорожского областного сельского совета депутатов трудящихся (1964).

## Биография
Член ВКП(б). Участник Великой Отечественной войны. Находился на ответственной советской работе[на какой?].
С середины 1950-х по 1962 год — начальник Запорожского областного управления совхозов.
В 1962—1964 годах — начальник Мелитопольского территориального производственного колхозно-совхозного управления Запорожской области.
В январе — декабре 1964 года — председатель исполнительного комитета Запорожского областного сельского совета депутатов трудящихся.
С декабря 1964 года — 1-й заместитель председателя исполнительного комитета Запорожского областного совета депутатов трудящихся.
На 1969 год работал директором Центрального научно-исследовательского института механизации и электрификации животноводства южной зоны СССР.

## Награды
- орден Трудового Красного Знамени (26.02.1958)
- ордена
- медали
- заслуженный работник сельского хозяйства Украинской ССР (12.01.1970)